# قزل سو
قزل سو (بالروسية: Кызыл-Суу)، (باللاتينية: Kyzyl-Suu) (بالعربية: قزل سو)، قرية في منطقة كيمين، في مقاطعة تشوي في قيرغيزستان. بلغ عدد سكانها حوالي 1،371 نسمة في عام 2015.